# József Debreczeni
Pour les articles homonymes, voir Bruner et Debreczeni.
 (octobre 2024).
La mise en forme du texte ne suit pas les recommandations de Wikipédia : il faut le « wikifier ».
Les points d'amélioration suivants sont les cas les plus fréquents. Le détail des points à revoir est peut-être précisé sur la page de discussion.
- Les titres sont pré-formatés par le logiciel. Ils ne sont ni en capitales, ni en gras.
- Le texte ne doit pas être écrit en capitales (les noms de famille non plus), ni en gras, ni en italique, ni en « petit »…
- Le gras n'est utilisé que pour surligner le titre de l'article dans l'introduction, une seule fois.
- L'italique est rarement utilisé : mots en langue étrangère, titres d'œuvres, noms de bateaux, etc.
- Les citations ne sont pas en italique mais en corps de texte normal. Elles sont entourées par des guillemets français : « et ».
- Les listes à puces sont à éviter, des paragraphes rédigés étant largement préférés. Les tableaux sont à réserver à la présentation de données structurées (résultats, etc.).
- Les appels de note de bas de page (petits chiffres en exposant, introduits par l'outil «  Source ») sont à placer entre la fin de phrase et le point final[comme ça].
- Les liens internes (vers d'autres articles de Wikipédia) sont à choisir avec parcimonie. Créez des liens vers des articles approfondissant le sujet. Les termes génériques sans rapport avec le sujet sont à éviter, ainsi que les répétitions de liens vers un même terme.
- Les liens externes sont à placer uniquement dans une section « Liens externes », à la fin de l'article. Ces liens sont à choisir avec parcimonie suivant les règles définies. Si un lien sert de source à l'article, son insertion dans le texte est à faire par les notes de bas de page.
- La présentation des références doit suivre les conventions bibliographiques. Il est recommandé d'utiliser les modèles {{Ouvrage}}, {{Chapitre}}, {{Article}}, {{Lien web}} et/ou {{Bibliographie}}. Le mode d'édition visuel peut mettre en forme automatiquement les références.
- Insérer une infobox (cadre d'informations à droite) n'est pas obligatoire pour parachever la mise en page.

Pour une aide détaillée, merci de consulter Aide:Wikification.
Si vous pensez que ces points ont été résolus, vous pouvez retirer ce bandeau et améliorer la mise en forme d'un autre article.
 (octobre 2024).
 (octobre 2024).
József Bruner, dit József Debreczeni, né le 13 octobre 1905 à Budapest (Autriche-Hongrie) et décédé le 26 avril 1978 à Belgrade (Yougoslavie), est un poète, écrivain, dramaturge, journaliste et traducteur, survivant et mémorialiste de la Shoah en Hongrie. 

## Biographie
József Bruner est né à Budapest en 1905. Il travaille comme journaliste et rédacteur en chef avant d'être renvoyé de son poste pendant la Seconde Guerre mondiale en raison de sa judéité. En 1944, il est déporté au camp de concentration d'Auschwitz. Il survit aux travaux forcés dans trois camps de travail nazi : AL Falkenberg (aussi connu sous le nom d'Eule, à Sowina), AL Fürstenstein (château de Książ, à Wałbrzych), et AL Dörnhau (à Kolce), tous trois étant des sous-camps du camp de concentration de Gross-Rosen, dans le cadre du projet Riese. 
Installé à Belgrade en 1945, József Bruner publie des articles dans des journaux et magazines, tout en traduisant des œuvres littéraires de plusieurs pays. Il écrit sous le nom de József Debreczeni. Certaines de ses pièces de théâtre sont mises en scène, et il a également écrit de la poésie et des livres. Son livre et œuvre la plus notable, Crématorium froid : reportage depuis la terre d'Auschwitz, est publié pour la première fois en 1950. Il est traduit en anglais par Paul Olchváry et publié en 2023 sous le titre Cold Crematorium: Reporting From the Land of Auschwitz (en). En français, la traduction est assurée par Clara Royer. 
En 1975, József Debreczeni remporte le prix Híd, une récompense littéraire hongroise, pour son récit de l'Holocauste. 

## Œuvre principale
Crématorium froid, qui reçoit des critiques très favorables lors de sa réédition en 2023, est réimprimé deux fois en Serbie après sa première publication, mais n'est publié en Hongrie qu'en 2024, malgré un fort intérêt pour l'Holocauste, un sujet tabou durant les années de régime communiste. Alexander Bruner, fils du frère de József Debreczeni, Mirko Bruner, écrit dans une postface que son père « a tenté à de nombreuses reprises d'intéresser les éditeurs américains à la traduction et à la publication du livre en anglais » alors qu'il était diplomate yougoslave à Washington dans les années 1950, mais qu'il a « essuyé un refus à chaque tentative. » Une critique du New York Times rapporte que « le livre est resté méconnu pendant des décennies, étouffé par les politiques de la Guerre froide – trop pro-soviétique pour l'Ouest, trop centré sur les Juifs pour l'Est ».
La dernière édition française est publiée chez Stock dans la collection "La cosmopolite" et date de 2024.